# Antoine Gayotti
Antoine Gayotti est un sériciculteur piémontais du XVIe siècle qui a introduit la technique du moulinage dans la région lyonnaise à partir de 1536.

## Biographie

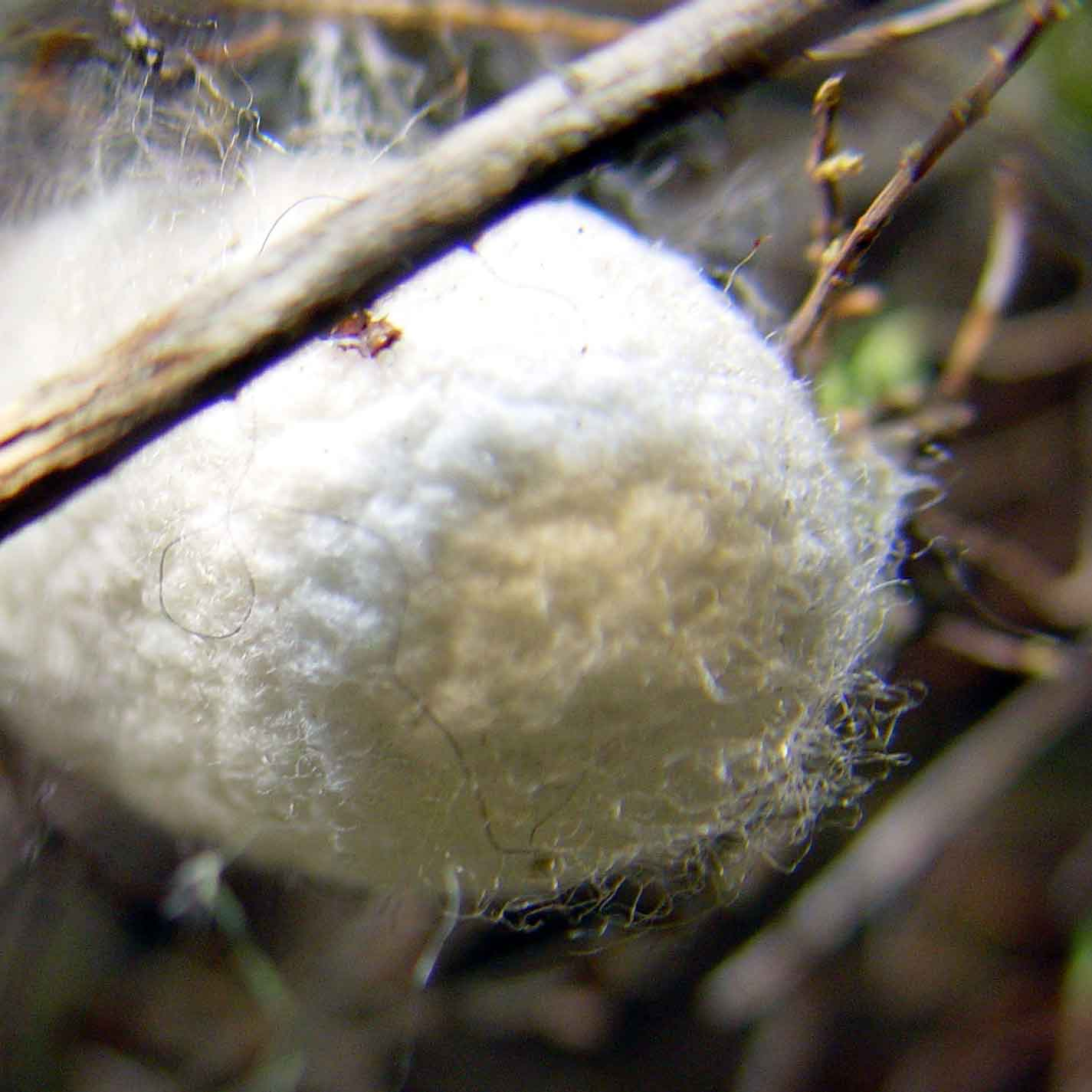
Un cocon de Bombyx, l'origine du fil de soie

Gayotti est le petit-fils d’une famille de mouliniers bolonais du milieu du XVe siècle, dont les parents ont émigré au Piémont. 
Privé de droit d’aînesse, il apprend que la ville de Lyon accueille des Italiens travaillant sur les fils d’or et soie et les rubans. Il installe alors trois moulins aux sources du Gier, au-dessus du village de La Valla-en-Gier, là où plusieurs retenues d’eau donnent de la force aux moulins, sous la protection du château du Thoil, dépendant de la seigneurie de Tournon. Il introduit l’usage des moulins à dévider les cocons de soie, venu de Bologne et répandu dans les vallées vaudoises du Piémont. 
Par la suite, il s'établit un peu plus bas dans la vallée pour fonder un établissement à Saint-Chamond, duquel est né l’industrie du ruban et de la passementerie. 
Il francise ultérieurement son nom en Gayot et créé une « maîtrise des fileurs de soie » à Saint-Chamond, non loin de l’ancien aqueduc romain qui menait l’eau des sources du Gier à Vienne.

## Postérité
Le seigneur protestant Jean de Fay va s'inspirer de son succès pour faire venir d’autres Italiens, comme Pierre Benay, une trentaine de kilomètres plus à l’ouest, toujours sur les flancs du massif du Pilat, à Pélussin, Condrieu et Virieu.
Un des métiers à tisser de Gayotti sera expédié à un habitant d’Izieux par la communauté des dames de Saint-Pierre. En 1645 il y avait sur la paroisse de Saint-Chamond 43 mouliniers de noms différents.
Des traces de cette industrie (une navette de 1575) restent dans la maison que Gayotti a occupé au 55 grande rue à Saint-Chamond, vendue en 1619 par son gendre Gayot-Palluat de Besset.
Une école de Saint-Chamond porte son nom.

## Sources
- Ennemond Richard, vice-président de la Chambre de commerce de Saint-Étienne, sur demande de la rédaction du "Mémorial de la Loire"[source insuffisante].